# Steroid Maximus
Steroid Maximus är ett instrumentalt sidoprojekt av musikern J. G. Thirlwell. Thirwell är mest känd för sitt band, Foetus. Steroid Maximus innehåller musikstilar som jazz, big band, avant-garde och andra exotiska genrer. Thirwell er med i andra projekt: 
Baby Zizanie, Come, Foetus In Excelsis Corruptus Deluxe, Freq_Out, Garage Monsters, Hydroze Plus, The Flesh Volcano, The Foetus Symphony Orchestra, The Freq_Out Orchestra, The Murray Fontana Orchestra, Wiseblood, m.fl.

## Diskografi
- ¡Quilombo! (1991)
- Gondwanaland (1992)
- Ectopia (2002)

Annat
- "Powerhouse!" (singel med "Garage Monsters" aka "Clint Ruin & The P!zz") (1990)
- "Safari To Mumbooba!" (10" singel med "Garage Monsters") (1992)